# Albert Batteux
Albert Batteux (Reims, 2 juli 1919 – Grenoble, 28 februari 2003) was een Frans voetballer en voetbaltrainer. Hij is met acht landstitels de succesvolste trainer ooit in de Ligue 1.

## Spelerscarrière
Batteux werd geboren in een gezin met veertien kinderen. Zijn vader werkte bij de spoorwegen van Reims. Hij sloot zich eerst aan bij een kleine club uit zijn geboortestad, Énergie Club de Reims, maar werd al snel opgemerkt door het grotere Stade de Reims. In 1937 maakte hij zijn debuut in de Division 2. Als aanvallende middenvelder maakte hij in zijn eerste seizoen negen competitiedoelpunten, in zijn tweede seizoen zelfs elf. Mede dankzij Batteuxs doelpunten eindigde Reims in het seizoen 1938/39 tweede, waardoor het promoveerde naar de Division 1. Batteux ziet zich echter geremd in zijn ontwikkelingen door het uitbreken van de Tweede Wereldoorlog: Reims moest zes seizoenen lang in een officieuze oorlogscompetitie spelen. In het seizoen 1941/42 eindigde Reims eerste in haar poule, die van de bezette zone.
Na de oorlog trad Reims weer aan in de profcompetitie. Na een tweede plaats in het seizoen 1946/47 en een derde plaats in het seizoen daarop werd Reims in het seizoen 1948/49 voor het eerst landskampioen. In dat kampioenenseizoen verzamelde Batteux al zijn caps voor Frankrijk: hij maakte op 6 juni 1948 zijn debuut in een vriendschappelijke interland tegen België. Batteux speelde acht interlands en was tijdens zijn laatste vier interlands aanvoerder. Op 12 juni 1948 scoorde hij zijn enige interlanddoelpunt in de vriendschappelijke wedstrijd tegen Tsjecho-Slowakije.
Batteux speelde uiteindelijk zijn hele seniorencarrière bij Reims. Wanneer kampioenentrainer Henri Roessler in 1950 ontslagen werd, bombardeerden sportief directeur Henri Germain en voorzitter Victor Canard hem tot speler-trainer, zonder hem om zijn mening te vragen. In 1950 moest hij vanwege een blessure stoppen als speler, waardoor hij op 31-jarige leeftijd voltijds trainer werd.

## Trainerscarrière

### Stade de Reims
In zijn eerste seizoen als speler-trainer eindigde Batteux vierde. Toen Batteux in april 1951 tijdens een vriendschappelijke wedstrijd tegen SCO Angers de 19-jarige Raymond Kopa zag spelen, drong hij er bij Henri Germain op aan om het jonge toptalent vast te leggen. Kopa kreeg volop zijn kans toen Pierre Sinibaldi voor lange tijd uitviel, maar desondanks eindigde de kampioen van 1949 opnieuw slechts vierde. In zijn eerste seizoen als voltijdse trainer werd Batteux, mede door de komst van Léon Glovacki, echter landskampioen. Het bleek het begin van een lange succesperiode, want nadat het in het seizoen 1953/54 slechts één punt te kort kwam voor de landstitel werd Reims het seizoen daarop voor de derde keer landskampioen. Reims plaatste zich zo voor de allereerste editie van Europacup I, waar het de finale haalde tegen Real Madrid nadat het achtereenvolgens Aarhus GF, Budapesti Vörös Lobogó SE en Hibernian FC had uitgeschakeld.
In het seizoen 1955/56 eindigde Reims slechts tiende. Tot overmaat van ramp zag Batteux zijn sterspeler Raymond Kopa naar Real Madrid vertrekken. Reims haalde daarentegen wel de Franse international Just Fontaine. Fontaine scoorde in zijn eerste seizoen voor Reims 30 competitiegoals, waarmee hij Reims aan een derde plaats in de competitie hielp. In het seizoen 1957/58 scoorde hij zelfs 34 keer, goed voor de topschutterstitel in de Division 1. Reims won dat seizoen ook als vijfde Franse club de dubbel. Reims plaatste zich via de landstitel opnieuw voor Europacup I, waar het net als drie jaar eerder de finale haalde. Opnieuw was Real Madrid de tegenstander, en opnieuw beet Reims in het zand. Na de vierde plaats in het seizoen 1958/59 haalde Reims voormalig sterspeler Raymond Kopa terug, wat in 1960 een vierde landstitel onder Batteux opleverde. Met ook nog Roger Piantoni in de ploeg kende Reims in die periode een offensieve weelde, wat Batteux in 1962 een vijfde landstitel als trainer opleverde.
In 1963 werd het contract van Batteux niet verlengd, waardoor er na 26 jaar een einde kwam aan de samenwerking. Batteuxs vertrek luidde het einde van de glorietijd van Reims in: amper één jaar na zijn vertrek degradeerde de club naar de Division 2. Na Batteuxs vertrek eindigde de club nooit meer hoger dan vijfde in de Division 1, en tussen 1979 en 2012 moest de club het zelfs 33 jaar zonder eersteklassevoetbal stellen.

### Frankrijk
Terwijl hij trainer van Reims was, stond Batteux tussen 1955 en 1962 ook aan het hoofd van het Frans voetbalelftal. Eerder was hij ook al ingevallen als bondscoach van Frankrijk B en de Franse beloften. Batteux werd bij Les Bleus de opvolger van Jules Bigot, onder wie Frankrijk op het WK 1954 al na twee wedstrijden was uitgeschakeld. Voor aanvang van zijn debuutwedstrijd, een vriendschappelijke interland tegen Spanje op 17 maart 1955, schreef voormalig Frans bondscoach Gabriel Hanot in L'Equipe "dat een nederlaag met vier doelpunten verschil normaal zou zijn, en een overwinning onmogelijk". Frankrijk haalde het echter met 1-2, met dank aan een ontketende Raymond Kopa, die al vier jaar met Batteux samenwerkte bij Reims.
Batteux plaatste zich met Frankrijk vrij vlot voor het WK 1958, met dank aan een 8-0-overwinning tegen IJsland en een 6-3-overwinning tegen België. Hij trok met zes spelers van Reims (Dominique Colonna, Just Fontaine, Robert Jonquet, Armand Penverne, Roger Piantoni en Jean Vincent) naar Zweden. Nadat Frankrijk zonder kleerscheuren door de groepsfase kwam na overwinningen tegen Paraguay en Schotland, blikte het in de kwartfinale Noord-Ierland in met 4-0. In de halve finale stuitte het echter op een sterk Brazilië, dat dankzij een hattrick van Pelé met 2-5 won. Frankrijk eindigde het toernooi toch met een positieve noot door derde te eindigen na een 3-6-overwinning tegen West-Duitsland in de troostfinale. Frankrijk leverde met Just Fontaine bovendien de WK-topschutter af. Fontaine vestigde tijdens dat WK trouwens een record: hij scoorde 13 van de 23 Franse goals, geen enkele speler scoorde ooit meer doelpunten tijdens één WK-eindronde.
Twee jaar later stond Batteux met Frankrijk op de allereerste editie van het EK, dat in eigen land werd georganiseerd. Frankrijk haalde het tijdens de kwalificaties moeiteloos van Griekenland en Oostenrijk, maar in de eindronde verloor het in de halve finale met 4-5 van Joegoslavië nadat het 4-2 had voorgestaan. Ook de finale om de derde plaats verloor het van Tsjecho-Slowakije. Hoewel het met het offensieve trio Kopa-Fontaine-Vincent tot een van de topkandidaten voor de eindzege werd gerekend, eindigde Frankrijk dus slechts vierde op het allereerste EK. Nadat Batteux een jaar later ook nog eens de kwalificatie voor het WK 1962 misliep, stapte hij in 1962 op als bondscoach.

### Saint-Étienne
Na vier seizoenen met FC Grenoble in de Division 2 werd Batteux in 1967 de nieuwe trainer van AS Saint-Étienne. Zijn komst viel samen met die van Salif Keïta, een Malinese aanvaller die in vijf seizoenen 142 doelpunten zou scoren voor Saint-Étienne. Batteux ontnam Rachid Mekhloufi zijn aanvoerdersband en stelde Robert Herbin aan als nieuwe kapitein. "De kapitein is niet noodzakelijk de beste speler. De kapitein is diegene die het elftal het best vertegenwoordigt, die het op de sleeptouw neemt en die een voorbeeld vormt voor iedereen", verdedigde Batteux zijn keuze. Batteuxs aanpak werkte, want Saint-Étienne werd in zijn debuutseizoen kampioen met elf punten voorsprong op eerste achtervolger OGC Nice. Saint-Étienne won dat seizoen ook de Coupe de France, met dank aan twee doelpunten van Mekhloufi in de finale tegen Girondins de Bordeaux. Mekhloufi vertrok op het einde van het seizoen naar SC Bastia.
Batteux stapelde de nationale successen met Saint-Étienne op: hij verlengde de landstitel tot tweemaal toe en pakte in 1970 zijn derde dubbel als trainer nadat FC Nantes in de finale van de Coupe de France met 5-0 werd ingeblikt. Saint-Étienne werd zo de eerste Franse club die de dubbel twee keer won. De internationale successen met Reims kon Batteux met Saint-Étienne echter niet evenaren: in 1968/69 werd het in Europacup I al in de eerste ronde uitgeschakeld door Celtic FC, in 1969/70 schakelde het Bayern München uit maar verslikte het zich tegen Legia Warschau, en in 1970/71 raakte het ook niet verder dan de eerste ronde.
Begin jaren zeventig leidde de zaak Carnus-Bosquier tot de eerste barsten in de relatie tussen Batteux en Saint-Étienne. Saint-Étienne-spelers Georges Carnus en Bernard Bosquier hadden verklaard dat ze naar Olympique Marseille wilden verhuizen, waarop voorzitter Roger Rocher hen na een slechte wedstrijd tegen Bordeaux naar de tribune verbande. Batteux nam het op voor zijn spelers, waardoor de relatie met Rocher verzuurde. Zijn in 1972 aflopend contract werd niet verlengd.

### Latere leven
Batteux ging in 1976 aan de slag bij Olympique avignonnais, dat net naar de Division 2 was gezakt. Batteux slaagde er niet in om de club terug naar het hoogste niveau te loodsen en vertrok na één seizoen. Hij viel ook nog kort in als trainer van OGC Nice. Hij sloot zijn trainerscarrière af bij Olympique Marseille, dat in 1980 naar de Division 2 was gedegradeerd. Marseille stond in die periode dicht bij het bankroet en speelde in het seizoen 1980/81 daarom met veel jeugdspelers.
Batteux overleed op 28 februari 2003 op 83-jarige leeftijd aan de gevolgen van de ziekte van Alzheimer.

## Erelijst

### Als speler
| Competitie          | Aantal         | Jaren          |                |                |
| Stade de Reims      | Stade de Reims | Stade de Reims | Stade de Reims | Stade de Reims |
| ------------------- | -------------- | -------------- | -------------- | -------------- |
| Nationaal           |                |                |                |                |
| Frans landskampioen | 1x             | 1948/49        |                |                |
| Coupe de France     | 1x             | 1949/50        |                |                |

### Als trainer
| Competitie              | Aantal         | Jaren                                       |                |                |
| Stade de Reims          | Stade de Reims | Stade de Reims                              | Stade de Reims | Stade de Reims |
| ----------------------- | -------------- | ------------------------------------------- | -------------- | -------------- |
| Nationaal               |                |                                             |                |                |
| Frans landskampioen     | 5x             | 1952/53, 1954/55, 1957/58, 1959/60, 1961/62 |                |                |
| Coupe de France         | 1x             | 1957/58                                     |                |                |
| Challenge des Champions | 3x             | 1955, 1958, 1960                            |                |                |
| Internationaal          |                |                                             |                |                |
| Copa Latina             | 1x             | 1953                                        |                |                |
| Frankrijk               |                |                                             |                |                |
| Internationaal          |                |                                             |                |                |
| WK voetbal              | 1x             | 1958                                        |                |                |
| AS Saint-Étienne        |                |                                             |                |                |
| Nationaal               |                |                                             |                |                |
| Frans landskampioen     | 3x             | 1967/68, 1968/69, 1969/70                   |                |                |
| Coupe de France         | 2x             | 1967/68, 1969/70                            |                |                |
| Challenge des Champions | 2x             | 1968, 1970                                  |                |                |